# Kennewick (Washington)
Kennewick je grad u američkoj saveznoj državi Washington. Prema popisu stanovništva iz 2010. u njemu je živjelo 73.917 stanovnika.